# Frans Laurijssen
Frans Jozef Laurijssen (Sint-Antonius, 19 oktober 1903 - aldaar, 18 december 1970) was een Belgisch politicus.

## Levensloop
Op 23 januari 1959 werd hij aangesteld tot burgemeester van de gemeente Brecht. Hij volgde in deze hoedanigheid Karel Van Ostaeyen op. Hij oefende dit mandaat uit tot aan zijn dood.
Zijn uitvaartplechtigheid vond plaats op 23 december 1970 in de Sint-Antoniuskerk in zijn geboortedorp.